# Сорокино (Вичугский район)
Сорокино — деревня в Вичугском районе Ивановской области. Входит в состав Сошниковского сельского поселения.

## География
Находится в северо-восточной части Ивановской области на расстоянии приблизительно 10 км на юго-восток по прямой от районного центра города Вичуга.

## История
В 1872 году здесь (тогда Юрьевецкий уезд Костромской губернии) было учтено 18 дворов, в 1907 году —20.

## Достопримечательности
Действующая Воскресенская церковь (1822 года постройки). Ранее храм относился к деревне Макатово.

## Население
Постоянное население составляло 88 человек (1872 год), 90 (1897), 97(1907), 128 в 2002 году (русские 99 %), 91 в 2010.